# Swertia burmanica
Swertia burmanica är en gentianaväxtart som beskrevs av H. Smith. Swertia burmanica ingår i släktet Swertia och familjen gentianaväxter. Inga underarter finns listade i Catalogue of Life.